# Qualificazioni al campionato mondiale di football americano 2003
Risultati delle qualificazioni ai Mondiali di football americano Germania 2003.

## EFAF
32 membri IFAF:
- 6 partecipanti
- si qualificano 2 squadre.

La Germania si qualifica come Paese organizzatore.
La Francia partecipa alle qualificazioni con Finlandia e Svezia.

### Tabellone
|  | Primo turno | Primo turno | Primo turno |         |    | Finale    | Finale    | Finale |  |
|  |             |             |             |         |    |           |           |        |  |
|  |             |             |             |         |    | Finlandia | Finlandia | 0      |  |
|  |             |             |             |         |    | Finlandia | Finlandia | 0      |  |
|  |             |             | Francia     | Francia | 16 |           |           |        |  |
|  | Svezia      | Svezia      | Francia     | Francia | 16 | 0         |           |        |  |
|  | Svezia      | Svezia      |             |         |    |           |           |        |  |
|  | Francia     | Francia     | 23          |         |    |           |           |        |  |

| Stoccolma 12 ottobre 2002, ore 19:00 | Svezia    | 0 – 23 (0-0 10-0 13-0 0-0) referto | Francia | Kristinebergs IP (873 spett.)\| Arbitro: \| A. Ollila \| |
| Arbitro:                             | A. Ollila |                                    |         |                                                          |

| Helsinki 26 ottobre 2002, ore 12:00 | Finlandia | 0 – 16 (0-0 0-7 0-6 0-3) referto | Francia |  |

Si qualificano:
- Germania
- Francia

## AFAF
5 membri IFAF, 2 partecipanti
- si qualificano 2 squadre.

| Ōsaka 23 febbraio 2003, ore 12:00 JST | Giappone | 88 – 0 (21-0 27-0 26-0 14-0) referto | Corea del Sud | Stadio Nagai (14000 spett.) |

Va alla fase finale:
- Giappone

## OFAF
Nessuna squadra oceaniana partecipa a quest'edizione

## PAFAF
16 membri IFAF:
- 3 partecipanti
- si qualifica 1 squadra.

Il Messico è qualificato per invito.
Va alla fase finale:
- Messico